# Noi due (film 1970)
Noi due (Pieces of Dreams) è un film del 1970 diretto da Daniel Haller.